# La Côte-Saint-Didier
La Côte-Saint-Didier es una comuna nueva francesa situada en el departamento de Loira, de la región de Auvernia-Ródano-Alpes.

## Historia
Fue creada el 1 de enero de 2025, en aplicación de una resolución del prefecto de Loira de 23 de diciembre de 2024 con la unión de las comunas de La Côte-en-Couzan y Saint-Didier-sur-Rochefort, pasando a estar el ayuntamiento en la antigua comuna de Saint-Didier-sur-Rochefort.

## Demografía
Según los datos aportados en la resolución del prefecto de Loira, la comuna se crea con 530 habitantes.

## Composición
| Comuna suprimida           | Código INSEE | Población (2022) | Superficie (km²) | Densidad (hab./km²) |
| -------------------------- | ------------ | ---------------- | ---------------- | ------------------- |
| La Côte-en-Couzan          | 42072        | 62               | 9.11             | 6.8                 |
| Saint-Didier-sur-Rochefort | 42217        | 457              | 22.75            | 20                  |